# 埃爾迪古茲王朝
埃爾迪古茲王朝（Eldiguzids），是一個在伊朗中部至西北和阿塞拜疆的突厥王國，包括部分伊拉克、土耳其和亞美尼亞的領土。由1135年生存至1231年。
建國君主沙姆斯·丁·伊爾迪尼茲是欽察人，他最初被大塞爾柱帝國蘇丹馬蘇德派往阿塞拜疆出任總督，在蘇丹圖格里爾三世於1194年死後，他的王國成為了一個獨立王朝，傳五代，先是被併入花剌子模，在1231年亡於蒙古帝國。
如同塞爾柱帝國，在埃爾迪古茲王朝波斯文化和文學蓬勃發展，波斯語是主要語言。